# Tears in Heaven
"Tears in Heaven" er en sang, skrevet af Will Jennings og Eric Clapton, sunget af Eric Clapton, først i filmen Rush og udgivet på albummet Unplugged 1992. Den handler om sorgen, Eric Clapton følte efter at have mistet sin fire-årige søn i en ulykke, hvor sønnen faldt ud af et vindue fra en New York-lejlighed på 53. sal. Det skete den 20. marts 1991 i sønnens mors vens lejlighed. Eric Clapton, der ankom kort tid efter ulykken, var synligt fortvivlet i flere måneder efter ulykken.
Will Jennings, der arbejde sammen med Clapton med sangen, var først tilbageholdende med at hjælpe Clapton med at skrive en så personlig sang.
Sangen blev oprindeligt præsenteret som soundtracket til filmen Rush, som blev efterfulgt af hans album, Unplugged. Albummet vandt tre Grammy Awards (Song of the Year, Record of the Year og Male Pop Vocal Performance) på 1993 Grammy Awards. Den vandt også en MTV Video Music Award for Best Male Video i 1992.
Sangen er en af Claptons mest succesfulde sange, og den nåede #2 på Billboard Hot 100 singleliste i U.S. Sangen lå også 3 uger på #1 American adult contemporary chart i 1992.
I 2004 blev "Tears in Heaven" nummer 362 på Rolling Stones liste "The 500 Greatest Songs of All Time"
| Musik | Spire Denne musikartikel er en spire som bør udbygges. Du er velkommen til at hjælpe Wikipedia ved at udvide den. |